# Andrés Pascal Allende
Andrés Eduardo Pascal Allende (Valparaíso, 12 de julio de 1943). Fue miembro de la Comisión Política de la organización politica-militar Movimiento de Izquierda Revolucionaria (MIR) y fungió como su secretario general en la clandestinidad entre 1974 y 1985.

## Primeros años y juventud
Hijo del empresario Gastón Pascal Lyon y la exdiputada socialista Laura Allende Gossens, siendo por lo tanto sobrino del expresidente de Chile Salvador Allende Gossens. Fue el último de los cuatro hijos de la pareja, siendo sus hermanos Marianne, Pedro y Denise; esta última ejerció como diputada entre 2006 y 2018.
Estudió en el Saint George, y tras egresar empezó a estudiar arquitectura, carrera que abandonó. Fue a trabajar a las minas de carbón de Lota, y ahí decidió visitar por primera vez Cuba, en 1961, donde trabajó en una propiedad agrícola nacionalizada. A su retorno a Chile, entró a estudiar sociología en la Universidad Católica e historia en la Universidad de Chile, pero solo terminó la primera carrera.
Influenciado por las ideas de la revolución cubana, se hizo militante del Partido Socialista (PS), al interior del cual fundó el Movimiento Socialista Revolucionario, que abogaba por un enfoque menos ligado al reformismo. En 1963 salió del PS y se unió a la Vanguardia Revolucionaria Marxista, y luego fue parte de los militantes de dicho grupo que en 1965 fundaron el MIR.
En 1966 se casó con la cineasta Carmen Castillo Echeverría –hija del arquitecto Fernando Castillo Velasco y de la escritora Mónica Echeverría–, con quien tuvo una hija, Camila (n. 1969). La pareja se separaría y Carmen posteriormente inició una relación con Miguel Enríquez, compañero de Pascal, con quien tuvo un hijo. Andrés Pascal a su vez tendría dos hijos con Mary Ann Beausire Alonso; Francisca (n. 1973) y Andrés (n. 1989).

## Dirigente del MIR
En enero de 1971 Andrés Pascal Allende se benefició de un indulto decretado por el gobierno de Salvador Allende a 43 guerrilleros involucrados en un asalto bancario. En octubre de 1974 el máximo líder del MIR, Miguel Enríquez, fue abatido en un enfrentamiento con la DINA en Calle Santa Fe, comuna de San Miguel, donde se refugiaba. Tras su muerte, Pascal Allende –conocido por el nombre de batalla de «Pituto»– asumiría la conducción de la organización desde la clandestinidad. Un año después, el 16 de diciembre de 1975, agentes de la DINA atacaron su refugio en Malloco. Sin embargo, Pascal Allende logró evadir el ataque junto a su pareja y el dirigente, herido, Nelson Gutiérrez, asilándose en la Embajada de Costa Rica el primero y en la Nunciatura Apostólica el segundo.
Desde su exilio en Cuba comandó la Operación Retorno (1977-1979), en la que diversos cuadros del MIR regresarían al país a realizar operaciones guerrilleras, paramilitares y de propaganda. Él mismo ingresó al país de forma clandestina entre 1978 y 1980. Entre las acciones coordinadas por Pascal se encuentran los intentos de crear una guerrilla rural en Neltume y Nahuelbuta en 1981, el robo de la bandera de la Independencia desde el Museo Histórico Nacional el 30 de marzo de 1980, el asesinato del intendente de Santiago, brigadier Carol Urzúa en 1983, entre otros.
Tras dejar la secretaría general del movimiento, en 1986 asumió como líder de la facción «MIR militar», tras el quiebre del movimiento en la reunión que la Dirección Interior y Exterior del MIR tuvo en Buenos Aires, en diciembre de ese año. Dicha facción se disolvió con la llegada de la transición a la democracia en 1990.

## Años posteriores
En la década de 1990 vivió en México –donde trabajó en universidades durante cuatro años–, Argentina y Cuba. Regresó a Chile en 2002.  
En 2004 se integró como socio a la Universidad Arcis, donde ejerció como secretario general y vicerrector de Aseguramiento de la Calidad (2011–2014).  
Además, cabe destacar que en octubre de 2004, al momento de la adquisición de la Universidad ARCIS por Inversiones e Inmobiliaria Libertad S.A. (consorcio integrado por Ediciones ICAL Ltda. –vinculada al PC– y el empresario Max Marambio), Andrés Pascal Allende fue incorporado como uno de los 22 socios fundadores junto a dirigentes comunistas y relevantes académicos de la casa. Durante su vicerrectorado la universidad atravesó una grave crisis financiera que incluyó el retiro de utilidades por 530 millones de pesos a fines de 2012 y un estallido de protestas y paros en abril–mayo de 2014 por atrasos en sueldos e imposiciones, motivando investigaciones del Ministerio de Educación y la suspensión preventiva de carreras por posibles prácticas de lucro.  
También cabe mencionar que es pariente del famoso actor Pedro Pascal.